# Clase Vista
La clase Vista es una clase de cruceros operados por Holland America Line, P&O Cruises, Cunard Line y Costa Crociere. Construidos por Fincantieri, en Italia, son también clase Panamax.

## Características

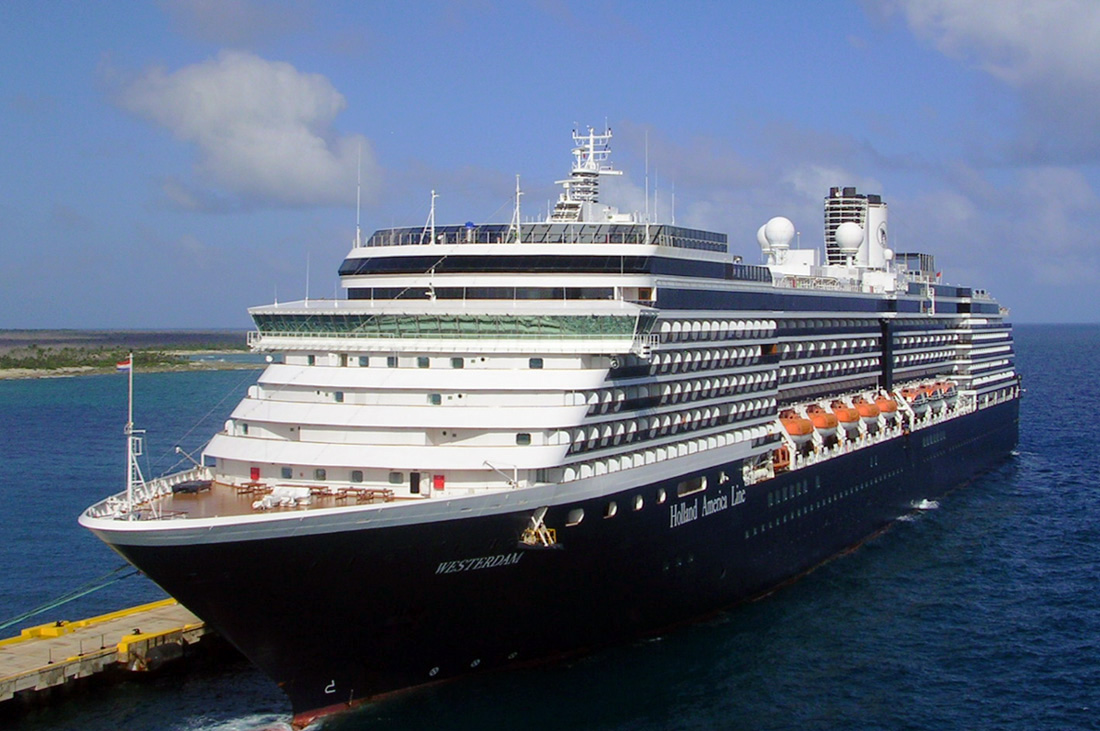
MS Westerdam

Los barcos están diseñados para que el 85% de los camarotes tengan vista exterior, y el 75% balcón. El gran uso de vidrio en su superestructura es uno de los orígenes del nombre de la clase.

## Historia
La clase vista originalmente fue creada para la Holland America Line, utilizando las medidas de los barcos Panamax. Fincantieri construyó desde 2001 hasta 2010 los 11 barcos de la clase.

## Diseños derivados

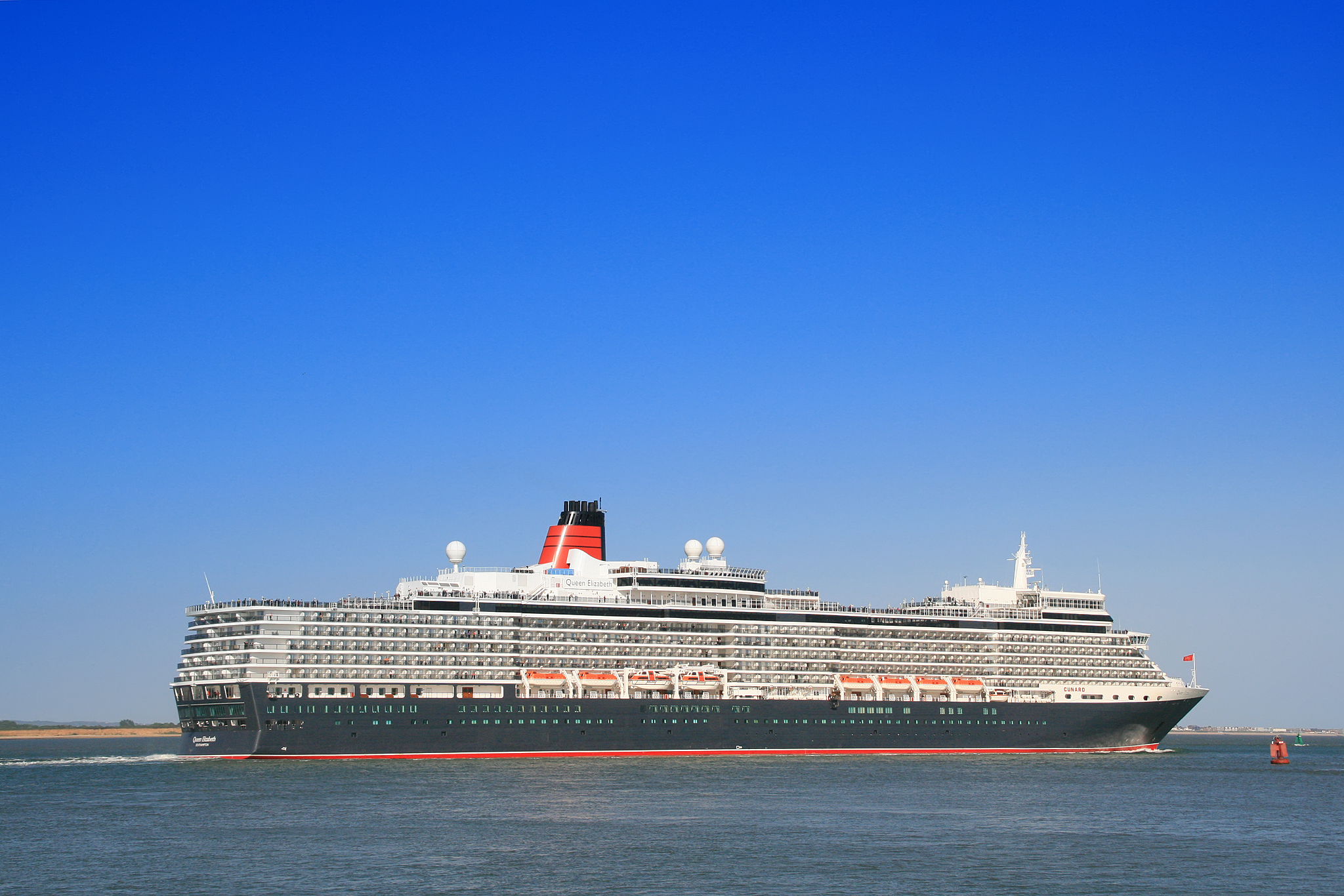
Queen Elizabeth un crucero con diseño derivado de la clase Vista.

Hay dos cruceros más largos que el diseño original, el Queen Victoria y el Queen Elizabeth . El Queen Victoria originalmente fue destinado para ser un barco para la Holland America Line, pero Carnival Corporation & plc lo transfirió a Cunard Line. Sin embargo debido a la reestructuración dentro de Carnival Corporation, así como una posterior decisión de Cunard de introducir modificaciones en el diseño, e incorporar aspectos que habían dado éxito en el Queen Mary 2, el casco fue designado para convertirse en el MS Arcadia de P&O Cruises. Un nuevo Queen Victoria fue ordenado en 2004, que fue 11 metros más largo, 5000 toneladas más grande, y una capacidad de pasajeros que aumento a más de 2.000.
El Queen Elizabeth, basado en el mismo diseño, entró en servicio en 2010.

### Clase Signature

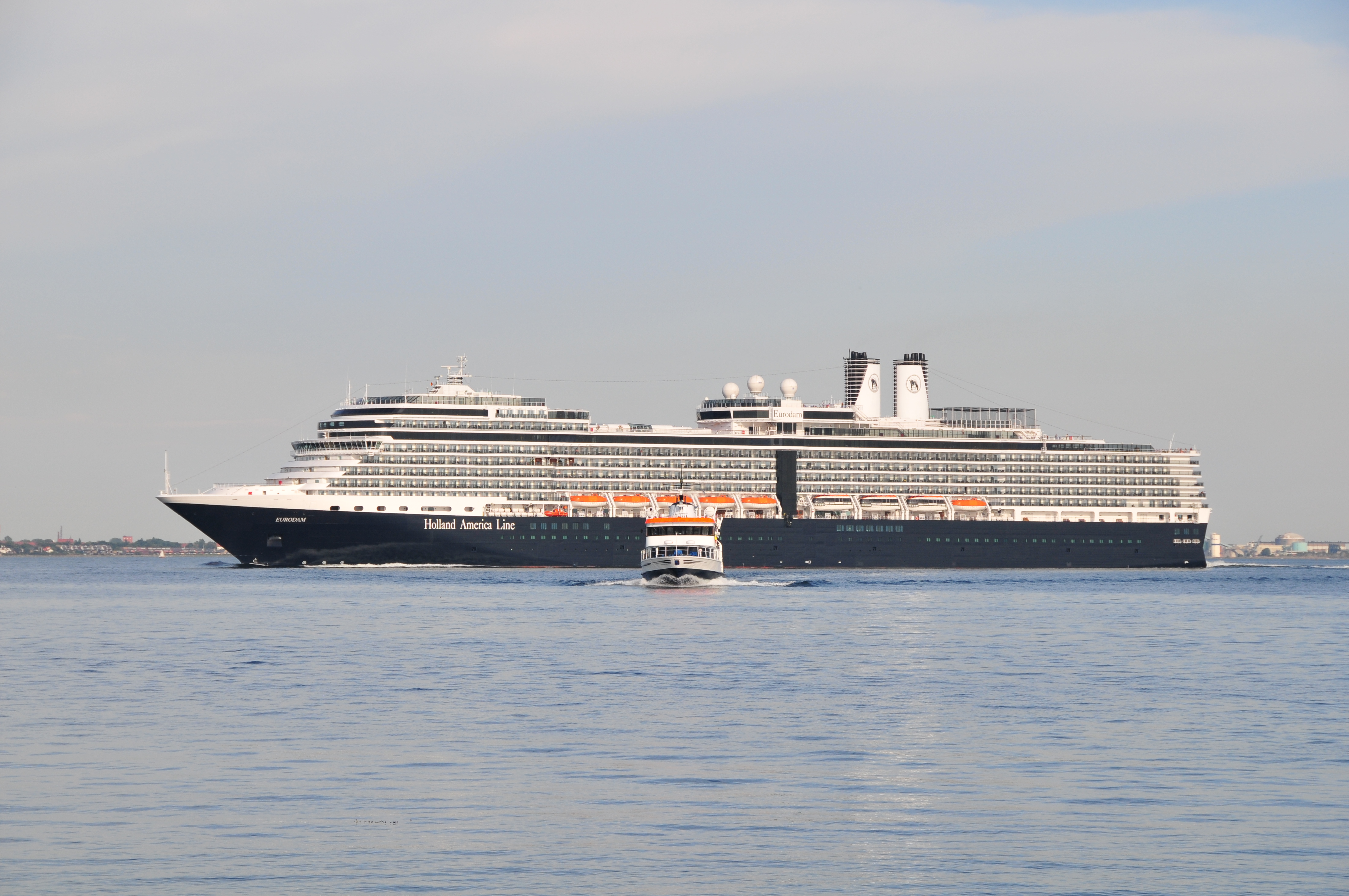
Eurodam clase Signature, un diseño derivado de la clase Vista.

Los cruceros de este diseño, el MS Eurodam y el Nieuw Amsterdam , son operados por la Holland America Line. El MS Eurodam tiene la misma longitud que el MS Noordam, pero cuenta con una cubierta más que el diseño original de la clase Vista, sus espacios públicos han sido rediseñados de manera significativa, especialmente en sus cubiertas más altas.
El Nieuw Amsterdam entró en servicio en 2010.

### Clase híbrida Vista/Spirit
En mayo de 2009, el Costa Luminosa entró en servicio para la Costa Crociere. Un segundo barco con el mismo diseño, el  Costa Deliziosa, entró en servicio en 2010.

## Barcos
| Barco           | Construcción                        | Operador             |
| --------------- | ----------------------------------- | -------------------- |
| Zuiderdam       | 2002                                | Holland America Line |
| Oosterdam       | 2003                                | Holland America Line |
| Westerdam       | 2004                                | Holland America Line |
| Arcadia         | 2005                                | P&O Cruises          |
| Noordam         | 2006                                | Holland America Line |
| Eurodam         | 2008                                | Holland America Line |
| Nieuw Amsterdam | 2010                                | Holland America Line |
|                 | Subclase Clase híbrida Vista Spirit |                      |
| Queen Victoria  | 2007                                | Cunard Line          |
| Costa Luminosa  | 2009                                | Costa Cruceros       |
| Queen Elizabeth | 2010                                | Cunard Line          |
| Costa Deliziosa | 2010                                | Costa Cruceros       |